# Jaunpiebalga kommun
Jaunpiebalga kommun (lettiska: Jaunpiebalgas novads) var en kommun i Lettland. Den låg i den centrala delen av landet, 110 km öster om huvudstaden Riga. Antalet invånare var 2 721. Arean var 251 kvadratkilometer.
2021 slogs kommunen samman med Cēsis kommun.
Följande samhällen fanns i Jaunpiebalgas novads:
- Jaunpiebalga